# Teodosio III di Alessandria
Papa Teodosio III (in arabo egiziano ثيؤدوسيوس التالت; Egitto, ... – Egitto, 1299), è stato il 79º Papa della Chiesa ortodossa copta.
In precedenza era un monaco del monastero di San Fana.
Fu ordinato patriarca il 4 luglio 1294 e morì in carica il 31 dicembre 1299 (5 tobi 1016 del calendario copto).